# 真宗大谷派函館別院
真宗大谷派函館別院（しんしゅうおおたにははこだてべついん）は、北海道函館市元町にある真宗大谷派の寺院である。同派の別院。「真宗本廟」（「東本願寺」）を本山と仰ぐ。「東本願寺函館別院」とも呼ばれる。

## 歴史
- 1641年 - 松前の専念寺6世浄玄が渡島国上磯郡の木古内村に阿弥陀堂を創建。
- 1710年 - 亀田郡の箱館（函館）に移転。
- 1858年 - 江戸幕府の命により本願寺箱館御坊浄玄寺として、本願寺の掛所となる。
- 1876年 - 本願寺別院となる。
- 1907年 - 明治の函館大火で堂宇が焼失。
- 1915年11月 - 帝室技芸員・9代目伊藤平左衛門(1829-1913)設計の下進められるが、まもなく伊藤が逝去し、木田保造が一切を請負い本堂が竣工。
- 1988年 - 11代目伊藤平左衛門により改修。
- 1989年 - 函館市より伝統的建造物の指定を受ける。
- 2007年12月4日 - 本堂、正門、鐘楼が国の重要文化財に指定。
- 2022年10月28日 - 本堂を含む4棟で、この日より耐震補強を含めた修復工事が行われる。
  - 修復工事に先立ち、同年10月23日 - 26日の報恩講に続いて27日に両尊動座式が行われ、本堂内陣から阿弥陀如来像と身がわりの御真影（ごしんねい、親鸞聖人座像）[2]が運び出された[1][3]。

## 概要
現存する伽藍は9代目伊藤平左衛門の設計であるが、まもなく伊藤が逝去したため、北海道における鉄筋コンクリート造の第一人者である木田保造（木田組の創始者、後の木田建業）によって再建された耐火寺院建築である。真宗本堂形式で建てられた本堂は、建築面積が1,115.11平方メートル、間口が33メートルある。正門と鐘楼は本堂の再建後に建てられたもの。和風建築の細部を鉄筋コンクリート造で表現した寺院建築としては日本最古のもので、建築史上価値が高い。

## 文化財

### 重要文化財（国指定）
- 本堂（附 南門及び塀、設計図面47枚） - 大正時代前期（1915年）の建立。鉄筋コンクリート造、建築面積1,115.11平方メートル、入母屋造、正面向拝三間、桟瓦葺。
- 正門（附:塀） - 大正時代前期（1912年-1925年）正門、鉄筋コンクリート造、一間四脚門、切妻造、正背面軒唐破風付、屋根モルタル塗。塀、鉄筋コンクリート造、桟瓦葺、折曲り延長29.9ｍ。
- 鐘楼 - 大正時代前期（1912年-1925年）の建立。鉄筋コンクリート造、建築面積10.68平方メートル、入母屋造、桟瓦葺。

以上の3棟が2007年12月4日に重要文化財に指定されている（平成19年文部科学省告示第138号）。指定基準は「国宝及び重要文化財指定基準 建造物の部(3)歴史的価値の高いもの」である。

## 支院
函館別院千歳支院
函館市千歳町7-2（位置情報）
函館別院本町支院
函館市本町30-32（位置情報）
函館別院海岸支院
函館市海岸町7-2（位置情報）
函館別院船見支院
函館市船見町18-20（位置情報）
函館別院東山支院
函館市東山1丁目1-7（位置情報）